# Idicra
Idicra (łac. Diocesis Idicrensis) – stolica historycznej diecezji we Cesarstwie rzymskim w prowincji Numidia zlikwidowana w VII wieku podczas ekspansji islamskiej, współcześnie w północnej Algierii. Obecnie katolickie biskupstwo tytularne. 

## Biskupi tytularni
| Lp. | Biskup                        | Funkcja                                                | Od               | Do                   |
| --- | ----------------------------- | ------------------------------------------------------ | ---------------- | -------------------- |
| 1   | Ferdinando Giuseppe Antonelli | urzędnik Kurii Rzymskiej                               | 19 lutego 1966   | 5 marca 1973         |
| 2   | Georg Weinhold                | biskup pomocniczy Miśni (Niemcy)                       | 4 lipca 1973     | 10 października 2013 |
| 3   | Alfonso Miranda Guardiola     | biskup pomocniczy Monterrey (Meksyk)                   | 22 marca 2014    | 8 czerwca 2024       |
| 4   | Matías Vecino                 | biskup pomocniczy Santa Fe de la Vera Cruz (Argentyna) | 28 sierpnia 2024 |                      |